# Angelo Soliman
Angelo Soliman, nascido Mmadi Make, (c. 1721 – 1796) foi um maçom e cortesão austríaco nascido na África. Ele alcançou destaque na sociedade vienense e na Maçonaria.

## Biografia
Seu nome original, Mmadi Make, é ligado a uma classe principesca  do Império Bornu (centrado no estado de Borno, atual Nigéria). Ele foi feito prisioneiro quando criança e chegou a Marselha como escravo. Ele foi vendido à casa de uma marquesa de Messina, que supervisionou sua educação. Por afeição por outra empregada da casa, Angelina, ele adotou o nome "Angelo" e escolheu reconhecer o dia 11 de setembro, seu dia de batismo, como seu aniversário. Após repetidos pedidos, ele foi dado como presente em 1734 ao príncipe Georg Christian, príncipe von Lobkowitz, governador imperial da Sicília. Ele se tornou o criado e companheiro de viagem do príncipe, acompanhando-o em campanhas militares por toda a Europa e, segundo consta, salvando sua vida em uma ocasião, um evento crucial responsável por sua ascensão social. Após a morte do Príncipe Lobkowitz, Soliman foi levado para a casa vienense de José Venceslau I, Príncipe de Liechtenstein, chegando a ser o principal servo. Mais tarde, tornou-se tutor real do herdeiro do príncipe, Aloísio I. Em 6 de fevereiro de 1768, ele se casou com a nobre Magdalena Christiani, uma jovem viúva e irmã do general francês François Christophe de Kellermann, duque de Valmy, um marechal de Napoleão Bonaparte.
Homem culto, Soliman era altamente respeitado nos círculos intelectuais de Viena e considerado um amigo valioso pelo imperador austríaco José II e pelo conde Franz Moritz von Lacy, bem como pelo príncipe Gian Gastone de' Medici . Soliman compareceu ao casamento do Imperador José II e da Princesa Isabel de Parma como convidado do Imperador. Além do seu idioma nativo Kanuri, ele falava seis línguas fluentemente: latim, inglês, francês, alemão, italiano e checo.

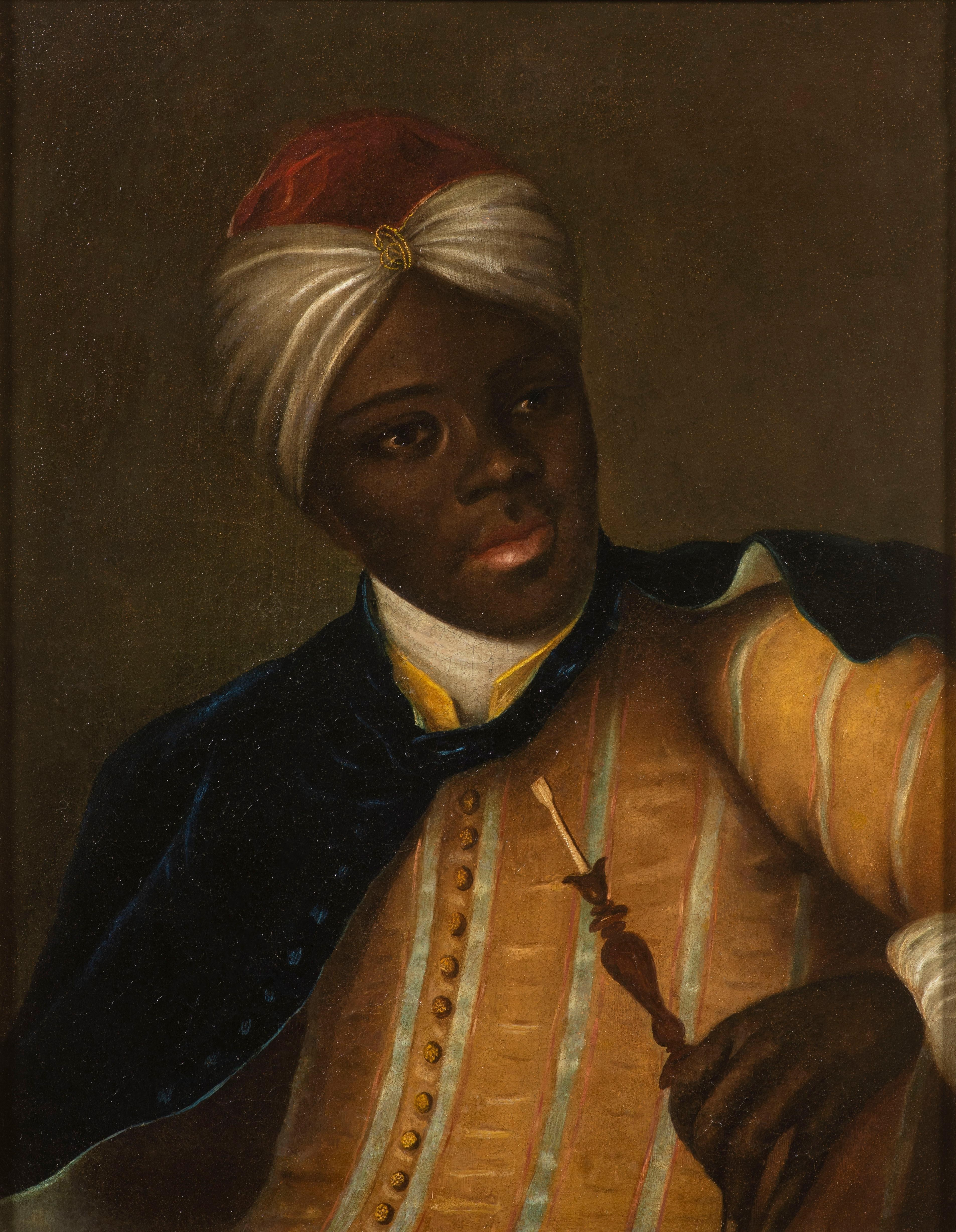
Retrato de Angelo Soliman segurando um oboé, por um pintor alemão contemporâneo desconhecido

Em 1783, ele se juntou à Loja maçônica "Concórdia Verdadeira" (Zur Wahren Eintracht), cujos membros incluíam muitos dos artistas e estudiosos influentes de Viena da época, entre eles os músicos Wolfgang Amadeus Mozart e Joseph Haydn, bem como o poeta húngaro Ferenc Kazinczy. Os registos da loja indicam que Soliman e Mozart se encontraram em várias ocasiões. Eventualmente, tornando-se o Grande Mestre dessa loja, Soliman ajudou a mudar o ritual para incluir elementos acadêmicos. Esta nova direção maçônica influenciou rapidamente a prática maçônica em toda a Europa. Soliman ainda é celebrado em ritos maçônicos como "Pai do Pensamento Maçônico Puro", com seu nome geralmente transliterado como "Angelus Solimanus".

### Influência na sociedade vienense
Durante sua vida, Soliman foi considerado um modelo para o "potencial de assimilação" dos africanos na Europa, mas após sua morte sua imagem foi sujeita a difamação e vulgarização através do racismo científico, e seu corpo foi fisicamente transformado em uma peça de museu, como se fosse um animal ou experimento. Wigger e Klein distinguem quatro aspectos de Soliman - o "Mouro real", o "Mouro nobre", o "Mouro fisiognomico" e o "Mouro mumificado". As duas primeiras designações se referem aos anos anteriores à sua morte. O termo "mouro real" designa Soliman no contexto dos mouros escravizados em tribunais europeus, onde a cor da pele marcava sua inferioridade e eles figuravam como símbolos de status representando o poder e a riqueza de seus donos. Despojado de sua ascendência e cultura original, Soliman foi degradado para um "sinal exótico-oriental da posição de seu senhor" que não foi permitido viver uma existência autodeterminada. A designação "mouro nobre" descreve Soliman como um antigo mouro de corte cuja ascensão à escada social devido ao seu casamento com uma mulher aristocrática tornou possível sua emancipação. Durante esse tempo, Soliman tornou-se membro das Maçonarias e como Grande Mestre da Loja era certamente considerado igual a seus companheiros maçons, embora ele continuasse a enfrentar, mesmo neste contexto, uma série de preconceitos raciais e de classe.
No fim de sua vida, após a morte de sua esposa europeia, o velho levou uma vida austera que se assemelhava muito à de um muçulmano praticante: “Ele não convidava mais amigos para jantar com ele. Ele nunca bebia nada, exceto água.” Angelo Solimann, apesar de sua juventude, rebelou-se contra a conversão, mas então provavelmente achou mais fácil aceitar com aparente sinceridade, por comodidade ou gratidão. No entanto, ele parece ter retornado à sua fé original na velhice.

### Mumificação após a morte

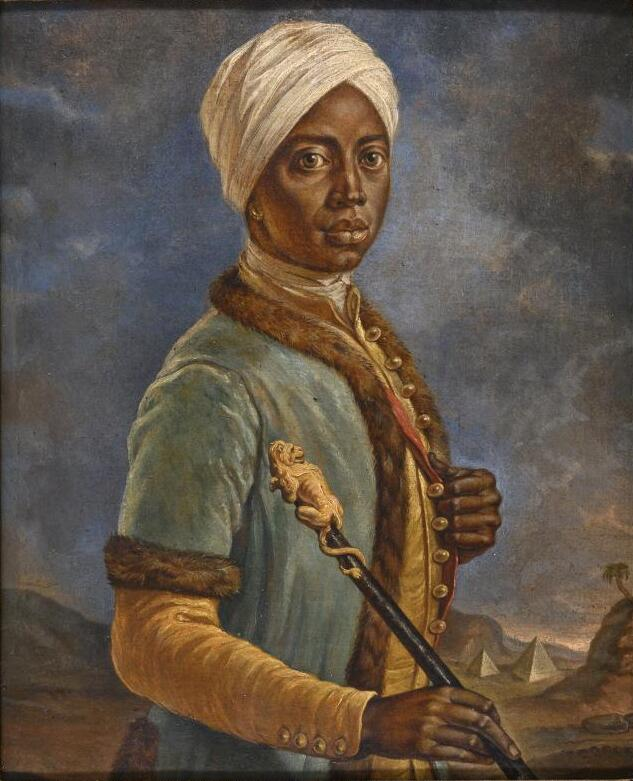
Pintura em tela

Debaixo da aparente integração, escondia-se o destino excepcional de Soliman. Embora ele transitasse tranquilamente pela alta sociedade, a qualidade exótica atribuída a ele nunca se perdeu e, ao longo de sua vida, foi transformada em uma característica racial. As qualidades usadas para categorizar Soliman como um "mouro fisionômico" foram estabelecidas por etnólogos vienenses pioneiros durante sua vida, emolduradas por teorias e suposições relativas à "raça africana". Ele não conseguiu escapar da visão taxonômica que se concentrava em características raciais típicas, ou seja, cor da pele, textura do cabelo, tamanho dos lábios e formato do nariz.
Em vez de receber um enterro cristão, Soliman foi - a pedido do diretor da Coleção Imperial de História Natural - esfolado, empalhado e exposto em uma exposição dentro do Gabinete Real de Curiosidades. Decorada com penas de avestruz e contas de vidro, esta múmia estava em exposição até 1806 junto com animais empalhados, transformada de um membro respeitável da sociedade intelectual vienesa em um espécime exótico qualquer. Ao retirar de Soliman a insígnia de suas conquistas na vida, os etnólogos o desumanizaram conforme a maneira de como o que eles imaginavam ser um exemplar de "selvagem" africano . A filha de Soliman, Josefina, procurou que seus restos mortais fossem devolvidos à família, mas suas petições foram em vão. Durante a Revolução de Outubro de 1848, o museu onde a múmia se encontrava se incendiou e a múmia foi destruída com o restante do acervo. Um molde de gesso da cabeça de Soliman feito pouco depois de sua morte por derrame cerebral em 1796 ainda está em exposição no Museu Rollett em Baden. Seu neto foi o escritor austríaco Eduard von Feuchtersleben.

## Na cultura popular
- Em 2010, Blackamoor Angel, uma ópera com livro e libreto de Carl Hancock Rux e música de Deidre Murray, foi apresentada, em parte, no Barda Spiegeltent e no Joseph Papp Public Theater sob a direção de Karin Coonrod.[11]
- Em 2018, Angelo, um filme biográfico baseado em sua vida dirigido por Markus Schleinzer, foi lançado.
- O livro "Correntes" da romancista polonesa Olga Tokarczuk inclui três cartas (presumivelmente) fictícias da filha de Soliman, Josefina, para o imperador austríaco Francisco II.
- Em 2014, o escritor húngaro Gergely Péterfy publicou o romance histórico Kitömött barbar, traduzido para o alemão em 2016 como Der ausgestopfte Barbar ("O barbáro empalhado"), baseado na vida de Ferenc Kazinczy, amigo de Soliman, e sua busca e de sua viúva para ver o corpo mumificado de Soliman em pessoa.